# Święty Filip (obraz El Greca)
Święty Filip – obraz hiszpańskiego malarza pochodzenia greckiego Dominikosa Theotokopulosa, znanego jako El Greco.
Portret Świętego Filipa należał do cyklu zwanego Apostolados. El Greco kilkakrotnie podjął się namalowania cyklu dwunastu portretów świętych i portretu Zbawiciela. Do dziś zachowały się w komplecie jedynie dwa zespoły; jeden znajduje się w zakrystii katedry w Toledo, a drugi w Museo del Greco.

## Historia
Seria Apostolados z Museo del Greco składała się w trzynastu wizerunków apostołów i Chrystusa, z wyjątkiem św. Mateusza (jego miejsce zajmuje św. Paweł). Sześciu z nich ma zwrócone głowy w prawo, kolejnych sześciu w lewo, w centrum znajdował się wizerunek Chrystusa Zbawiciela. Pochodzenie całej serii i historia ich pozyskania przez muzeum nie jest do końca jasna. Do niedawna sądzono, że pochodziły ze Szpitala Santiago de Toledo, do którego trafiły w roku 1848, po konfiskacie dóbr kościelnych. Stamtąd zostały przeniesione do kościoła w klasztorze św. Piotra z Werony (San Pedro Martir), a następnie do Regionalnego Muzeum założonego w klasztorze San Juan de los Reyes. W ostatnim czasie odkryto dokumentację, na podstawie której stwierdzono, że płótna nie należały do Szpitala Santiago de Toledo, ale do Przytułku dla biednych pw. św. Sebastiana (Asilo de Pobres de San Sebastián) założonego w 1834 roku. Obrazy zostały ofiarowane przytułkowi przez Marceliana Manuela Rodrigueza, proboszcza mozarabskiego kościoła św. Łukasza. W 1909 roku obrazy przeniesiono do utworzonego z inicjatywy markiza de la Vega Inclán muzeum i od tamtej pory należą do jego stałej kolekcji.

## Opis obrazu
Postać apostoła, tak jak i wszystkie pozostałe z tej serii, została ukazana w trzech-czwartych figury. Zgodnie z tradycją zachodnią Filip ukazany zostaje jako stary mężczyzna. Artysta ukazuje go z profilu, święty patrzy gdzieś w lewą stronę. Na sobie ma żółty przechodzący pod wpływem światła w złoty, płaszcz. O prawą rękę opiera swój atrybut: belkę od krzyża. Lewa podniesiona jest do góry, zawieszona w niezrozumiałym geście, być może związanym z kierunkiem w którym spogląda Filip. Wszystkie postacie w Apostolados prowadzą niemy dialog z Chrystusem.

## Inne wersje
Święty Filip El Greca we wszystkich seriach ma taką samą, starą, zarośniętą twarz. W wersjach z Arteche i Oviedo apostoł ukazany został w jednej drugiej postaci.
- Święty Filip (1608–14)[1] (1605–10)[2], 100 × 76 cm, Katedra w Toledo – wizerunek świętego został przedstawiony tak samo jak ten z Museo del Greco.
- Święty Filip (1603–08)[1] (1610–15)[2], 70 × 53 cm, Muzeum Sztuk Pięknych w Oviedo – wizerunek Filipa przedstawiony został od połowy. Na górze obrazu widnieje błędna inskrypcja St Mateo.
- Święty Filip (1603–08), 36 × 26 cm, kolekcja nieznana – wizerunek Filipa przedstawiony tak samo jak w wersji z Oviedo.